# Justicia anisophylla
Justicia anisophylla là một loài thực vật có hoa trong họ Ô rô. Loài này được (Mildbr.) Brummitt mô tả khoa học đầu tiên năm 1990.